# 選抜高等学校野球大会歴代優勝校
本項は、選抜高等学校野球大会（春）と選抜中等学校野球大会の歴代優勝校および決勝の結果をまとめたもの。
最多優勝回数は東邦（愛知）の5回、最多勝利数は中京大中京（愛知）・東邦（愛知）の58勝である。

## 歴代記録と大会結果

### 歴代優勝校一覧
以下の一覧表は、バーチャル高校野球「甲子園の戦績」（朝日新聞×ABCテレビ）を基に作成。
| 選抜中等学校野球大会 | 選抜中等学校野球大会 | 選抜中等学校野球大会 | 選抜中等学校野球大会                               | 選抜中等学校野球大会                               | 選抜中等学校野球大会                               | 選抜中等学校野球大会 |
| 回                   | 開催日               | 校数                 | 優勝校                                             | スコア                                             | 準優勝校                                           | 備考 |
| -------------------- | -------------------- | -------------------- | -------------------------------------------------- | -------------------------------------------------- | -------------------------------------------------- | --- |
| 1                    | 1924年4月5日         | 8                    | 高松商（香川）                                     | 2 - 0                                              | 早稲田実（東京）                                   | 名古屋市郊外の山本球場で開催 |
| 2                    | 1925年4月5日         | 12                   | 松山商（愛媛）                                     | 3 - 2                                              | 高松商（香川）                                     | 甲子園球場で開催 高松商、初の2年連続決勝進出                                                                                     |
| 3                    | 1926年4月5日         | 16                   | 広陵中（広島）                                     | 7 - 0                                              | 松本商（長野）                                     | |
| 4                    | 1927年5月1日         | 8                    | 和歌山中（和歌山）                                 | 8 - 3                                              | 広陵中（広島）                                     | 5月決勝（史上唯一） 優勝校のアメリカ遠征 広陵中、2年連続決勝進出                                                                 |
| 5                    | 1928年4月5日         | 16                   | 関西学院中（兵庫）                                 | 2 - 1                                              | 和歌山中（和歌山）                                 | 和歌山中、2年連続決勝進出 |
| 6                    | 1929年4月4日         | 16                   | 第一神港商（兵庫）                                 | 3 - 1                                              | 広陵中（広島）                                     | |
| 7                    | 1930年4月5日         | 16                   | 第一神港商（兵庫）                                 | 6 - 1                                              | 松山商（愛媛）                                     | 大会初の連覇 優勝投手は岸本正治                                                                                                  |
| 8                    | 1931年4月8日         | 19                   | 広島商（広島）                                     | 2 - 0                                              | 中京商（愛知）                                     | 初の夏春連覇 優勝投手は灰山元治、準優勝投手は吉田正男                                                                            |
| 9                    | 1932年4月5日         | 20                   | 松山商（愛媛）                                     | 1 - 0                                              | 明石中（兵庫）                                     | 優勝校のアメリカ遠征中止 準優勝投手は楠本保                                                                                      |
| 10                   | 1933年4月13日        | 32                   | 岐阜商（岐阜）                                     | 1 - 0                                              | 明石中（兵庫）                                     | 明石中、2年連続決勝進出 優勝投手は松井栄造、準優勝投手は楠本保                                                                   |
| 11                   | 1934年4月7日         | 20                   | 東邦商（愛知）                                     | 2x - 1                                             | 浪華商（大阪）                                     | 東邦商、初出場初優勝 |
| 12                   | 1935年4月7日         | 20                   | 岐阜商（岐阜）                                     | 5 - 4                                              | 広陵中（広島）                                     | 優勝投手は松井栄造 |
| 13                   | 1936年4月6日         | 20                   | 愛知商（愛知）                                     | 2x - 1                                             | 桐生中（群馬）                                     | 準優勝投手は青木正一 |
| 14                   | 1937年4月5日         | 20                   | 浪華商（大阪）                                     | 2 - 0                                              | 中京商（愛知）                                     | |
| 15                   | 1938年4月4日         | 20                   | 中京商（愛知）                                     | 1 - 0                                              | 東邦商（愛知）                                     | 中京商、7年ぶり2校目の夏春連覇 中京商、2年連続決勝進出 史上初の同県同士の決勝（愛知勢同士の決勝） 優勝投手は野口二郎             |
| 16                   | 1939年4月3日         | 20                   | 東邦商（愛知）                                     | 7 - 2                                              | 岐阜商（岐阜）                                     | 実況中継が解説付きに 東邦商、2年連続決勝進出、 大会記録の59得点 愛知勢4大会連続決勝進出 準優勝投手は大島信雄                     |
| 17                   | 1940年4月2日         | 20                   | 岐阜商（岐阜）                                     | 2 - 0                                              | 京都商（京都）                                     | 岐阜商、2年連続決勝進出 優勝投手は大島信雄、準優勝投手は神田武夫                                                                 |
| 18                   | 1941年3月28日        | 16                   | 東邦商（愛知）                                     | 5 - 2                                              | 一宮中（愛知）                                     | 愛知勢同士の決勝（2度目） 東海地区勢（愛知、岐阜）9大会連続決勝進出 準優勝投手は林安夫                                           |
| ※                    | ※                    | ※                    | 開催されず                                         | 開催されず                                         | 開催されず                                         | 第二次世界大戦による中断（1942年から1946年まで）                                                                                 |
| 19                   | 1947年4月7日         | 26                   | 徳島商（徳島）                                     | 3 - 1                                              | 小倉中（福岡）                                     | 延長13回 準優勝投手は福嶋一雄 |
| 選抜高等学校野球大会 |                      |                      |                                                    |                                                    |                                                    | |
| 回                   | 開催日               | 校数                 | 優勝校                                             | スコア                                             | 準優勝校                                           | 備考 |
| 20                   | 1948年4月6日         | 16                   | 京都一商（京都）                                   | 1x - 0                                             | 京都二商（京都）                                   | 延長11回 京都勢同士の決勝 両校は決勝史上最短距離                                                                                 |
| 21                   | 1949年4月6日         | 16                   | 北野（大阪）                                       | 6 - 4                                              | 芦屋（兵庫）                                       | |
| 22                   | 1950年4月8日         | 16                   | 韮山（静岡）                                       | 4 - 1                                              | 高知商（高知）                                     | 韮山、初出場初優勝 優勝投手は東泉東二                                                                                            |
| 23                   | 1951年4月9日         | 16                   | 鳴門（徳島）                                       | 3x - 2                                             | 鳴尾（兵庫）                                       | 優勝投手は中田昌宏 |
| 24                   | 1952年4月6日         | 18                   | 静岡商（静岡）                                     | 2 - 0                                              | 鳴門（徳島）                                       | 鳴門、2年連続決勝進出 |
| 25                   | 1953年4月6日         | 19                   | 洲本（兵庫）                                       | 4 - 0                                              | 浪華商（大阪）                                     | 洲本、初出場初優勝 |
| 26                   | 1954年4月7日         | 19                   | 飯田長姫（長野）                                   | 1 - 0                                              | 小倉（福岡）                                       | 小倉＝旧制小倉中 テレビ中継始まる 北信越勢初優勝 飯田長姫、初出場初優勝 優勝投手は光沢毅                                         |
| 27                   | 1955年4月8日         | 20                   | 浪華商（大阪）                                     | 4x - 3                                             | 桐生（群馬）                                       | 桐生＝旧制桐生中 延長11回 |
| 28                   | 1956年4月9日         | 20                   | 中京商（愛知）                                     | 4 - 0                                              | 岐阜商（岐阜）                                     | |
| 29                   | 1957年4月7日         | 20                   | 早稲田実（東京）                                   | 5 - 3                                              | 高知商（高知）                                     | 関東勢初優勝 優勝投手は王貞治 |
| 30                   | 1958年4月10日        | 23                   | 済々黌（熊本）                                     | 7 - 1                                              | 中京商（愛知）                                     | 九州勢初優勝 |
| 31                   | 1959年4月10日        | 23                   | 中京商（愛知）                                     | 3 - 2                                              | 岐阜商（岐阜）                                     | 決勝戦は3年ぶりに再戦 中京商、2年連続決勝進出                                                                                    |
| 32                   | 1960年4月8日         | 23                   | 高松商（香川）                                     | 2x - 1                                             | 米子東（鳥取）                                     | 史上初のサヨナラ優勝決定ホームラン 鳥取勢初の決勝進出 準優勝投手は宮本洋二郎                                                     |
| 33                   | 1961年4月5日         | 23                   | 法政二（神奈川）                                   | 4 - 0                                              | 高松商（香川）                                     | 前年度の選抜・選手権優勝校同士の対決 法政二、初出場初優勝 23年ぶり3校目の夏春連覇 高松商、2年連続決勝進出 優勝投手は柴田勲       |
| 34                   | 1962年4月7日         | 23                   | 作新学院（栃木）                                   | 1 - 0                                              | 日大三（東京）                                     | 優勝投手は八木沢荘六 |
| 35                   | 1963年4月5日         | 28                   | 下関商（山口）                                     | 10 - 0                                             | 北海（北海道）                                     | 北海道勢初の決勝進出 優勝投手は池永正明                                                                                          |
| 36                   | 1964年4月5日         | 23                   | 海南（徳島）                                       | 3 - 2                                              | 尾道商（広島）                                     | 海南、初出場初優勝 優勝投手は尾崎正司、準優勝投手は小川邦和                                                                      |
| 37                   | 1965年4月4日         | 24                   | 岡山東商（岡山）                                   | 2x - 1                                             | 市和歌山商（和歌山）                               | 延長13回 優勝投手は平松政次 |
| 38                   | 1966年4月3日         | 24                   | 中京商（愛知）                                     | 1 - 0                                              | 土佐（高知）                                       | 優勝投手は加藤英夫 |
| 39                   | 1967年4月7日         | 24                   | 津久見（大分）                                     | 2 - 1                                              | 高知（高知）                                       | 津久見、初出場初優勝 優勝投手は吉良修一                                                                                          |
| 40                   | 1968年4月6日         | 30                   | 大宮工（埼玉）                                     | 3 - 2                                              | 尾道商（広島）                                     | 大宮工、初出場初優勝 大会史上初の工業高校の優勝                                                                                  |
| 41                   | 1969年4月6日         | 26                   | 三重（三重）                                       | 12 - 0                                             | 堀越（東京）                                       | |
| 42                   | 1970年4月5日         | 26                   | 箕島（和歌山）                                     | 5x - 4                                             | 北陽（大阪）                                       | 優勝投手は島本講平 |
| 43                   | 1971年4月6日         | 26                   | 日大三（東京）                                     | 2 - 0                                              | 大鉄（大阪）                                       | |
| 44                   | 1972年4月7日         | 27                   | 日大桜丘（東京）                                   | 5 - 0                                              | 日大三（東京）                                     | 東京勢、且つ系列校同士の決勝 日大桜丘、初出場初優勝 日大三、2年連続決勝進出 優勝投手は仲根正広                                   |
| 45                   | 1973年4月6日         | 30                   | 横浜（神奈川）                                     | 3 - 1                                              | 広島商（広島）                                     | 延長11回 横浜、初出場初優勝 |
| 46                   | 1974年4月6日         | 30                   | 報徳学園（兵庫）                                   | 3 - 1                                              | 池田（徳島）                                       | 池田高校、チーム総員11名での準優勝                                                                                               |
| 47                   | 1975年4月6日         | 29                   | 高知（高知）                                       | 10 - 5                                             | 東海大相模（神奈川）                               | 延長13回 金属バット解禁 |
| 48                   | 1976年4月6日         | 30                   | 崇徳（広島）                                       | 5 - 0                                              | 小山（栃木）                                       | 崇徳、初出場初優勝 優勝投手は黒田真二                                                                                            |
| 49                   | 1977年4月7日         | 30                   | 箕島（和歌山）                                     | 3 - 0                                              | 中村（高知）                                       | 中村高校、チーム総員12名での準優勝 準優勝投手は山沖之彦                                                                          |
| 50                   | 1978年4月5日         | 30                   | 浜松商（静岡）                                     | 2 - 0                                              | 福井商（福井）                                     | 北陸勢初の決勝進出 |
| 51                   | 1979年4月7日         | 30                   | 箕島（和歌山）                                     | 8 - 7                                              | 浪商（大阪）                                       | 浪商＝旧制（新制時代も含む）浪華商 優勝投手は石井毅、準優勝投手は牛島和彦                                                        |
| 52                   | 1980年4月6日         | 30                   | 高知商（高知）                                     | 1x - 0                                             | 帝京（東京）                                       | 延長10回 優勝投手は中西清起、準優勝投手は伊東昭光                                                                                |
| 53                   | 1981年4月8日         | 30                   | PL学園（大阪）                                     | 2x - 1                                             | 印旛（千葉）                                       | 優勝投手は西川佳明 |
| 54                   | 1982年4月5日         | 30                   | PL学園（大阪）                                     | 15 - 2                                             | 二松学舎大付（東京）                               | 52年ぶり2校目の春2連覇 決勝戦で史上初の先頭打者本塁打 優勝投手は榎田健一郎                                                       |
| 55                   | 1983年4月5日         | 32                   | 池田（徳島）                                       | 3 - 0                                              | 横浜商（神奈川）                                   | 出場枠が32校に 22年ぶり4校目の夏春連覇 優勝投手は水野雄仁                                                                        |
| 56                   | 1984年4月4日         | 32                   | 岩倉（東京）                                       | 1 - 0                                              | PL学園（大阪）                                     | 岩倉、初出場初優勝 優勝投手は山口重幸、準優勝投手は桑田真澄                                                                      |
| 57                   | 1985年4月7日         | 32                   | 伊野商（高知）                                     | 4 - 0                                              | 帝京（東京）                                       | 伊野商、初出場初優勝 優勝投手は渡辺智男、準優勝投手は小林昭則                                                                    |
| 58                   | 1986年4月5日         | 32                   | 池田（徳島）                                       | 7 - 1                                              | 宇都宮南（栃木）                                   | 準優勝投手は高村祐 |
| 59                   | 1987年4月4日         | 32                   | PL学園（大阪）                                     | 7 - 1                                              | 関東一（東京）                                     | 優勝投手は野村弘・橋本清 |
| 60                   | 1988年4月5日         | 34                   | 宇和島東（愛媛）                                   | 6 - 0                                              | 東邦（愛知）                                       | 宇和島東、初出場初優勝 東邦＝旧制東邦商 準優勝投手は山田喜久夫                                                                   |
| 61                   | 1989年4月5日         | 32                   | 東邦（愛知）                                       | 3x - 2                                             | 上宮（大阪）                                       | 東邦、2年連続決勝進出、 史上2番目に長いブランクでの優勝（48年ぶり） 延長10回のサヨナラエラー 優勝投手は山田喜久夫                |
| 62                   | 1990年4月4日         | 32                   | 近大付（大阪）                                     | 5 - 2                                              | 新田（愛媛）                                       | |
| 63                   | 1991年4月5日         | 32                   | 広陵（広島）                                       | 6x - 5                                             | 松商学園（長野）                                   | 決勝戦は65年ぶりに再戦 広陵＝旧制広陵中 松商学園＝旧制松本商 広陵、大会史上最長ブランクでの優勝（65年ぶり） 準優勝投手は上田佳範 |
| 64                   | 1992年4月6日         | 32                   | 帝京（東京）                                       | 3 - 2                                              | 東海大相模（神奈川）                               | ラッキーゾーン撤去 優勝投手は三澤興一                                                                                            |
| 65                   | 1993年4月5日         | 34                   | 上宮（大阪）                                       | 3 - 0                                              | 大宮東（埼玉）                                     | |
| 66                   | 1994年4月4日         | 32                   | 智弁和歌山（和歌山）                               | 7 - 5                                              | 常総学院（茨城）                                   | |
| 67                   | 1995年4月5日         | 32                   | 観音寺中央（香川）                                 | 4 - 0                                              | 銚子商（千葉）                                     | 阪神・淡路大震災 外野フェンスは特別バージョン 観音寺中央、初出場初優勝                                                           |
| 68                   | 1996年4月5日         | 32                   | 鹿児島実（鹿児島）                                 | 6 - 3                                              | 智弁和歌山（和歌山）                               | 鹿児島勢初優勝 優勝投手は下窪陽介、準優勝投手は髙塚信幸                                                                          |
| 69                   | 1997年4月9日         | 32                   | 天理（奈良）                                       | 4 - 1                                              | 中京大中京（愛知）                                 | 中京大中京＝旧制（新制時代も含む）中京商 優勝投手は長崎伸一                                                                      |
| 70                   | 1998年4月8日         | 36                   | 横浜（神奈川）                                     | 3 - 0                                              | 関大一（大阪）                                     | 優勝投手は松坂大輔、準優勝投手は久保康友                                                                                         |
| 71                   | 1999年4月4日         | 32                   | 沖縄尚学（沖縄）                                   | 7 - 2                                              | 水戸商（茨城）                                     | 沖縄勢初優勝 |
| 72                   | 2000年4月4日         | 32                   | 東海大相模（神奈川）                               | 4 - 2                                              | 智弁和歌山（和歌山）                               | 優勝投手は筑川利希也 |
| 73                   | 2001年4月4日         | 34                   | 常総学院（茨城）                                   | 7 - 6                                              | 仙台育英（宮城）                                   | 21世紀枠導入 東北勢初の決勝進出 常総学院、本塁打0本で優勝                                                                        |
| 74                   | 2002年4月5日         | 32                   | 報徳学園（兵庫）                                   | 8 - 2                                              | 鳴門工（徳島）                                     | 優勝投手は大谷智久 |
| 75                   | 2003年4月3日         | 34                   | 広陵（広島）                                       | 15 - 3                                             | 横浜（神奈川）                                     | 明治神宮枠、希望枠導入 優勝投手は西村健太朗、準優勝投手は成瀬善久・涌井秀章                                                      |
| 76                   | 2004年4月4日         | 32                   | 済美（愛媛）                                       | 6 - 5                                              | 愛工大名電（愛知）                                 | 史上初のナイトゲーム（点灯試合） 済美、初出場初優勝 優勝投手は福井優也、準優勝投手は丸山貴史                                     |
| 77                   | 2005年4月4日         | 32                   | 愛工大名電（愛知）                                 | 9 - 2                                              | 神村学園（鹿児島）                                 | 愛工大名電、2年連続決勝進出 準優勝投手は野上亮磨                                                                                 |
| 78                   | 2006年4月4日         | 32                   | 横浜（神奈川）                                     | 21 - 0                                             | 清峰（長崎）                                       | 決勝戦における最多得点記録 |
| 79                   | 2007年4月3日         | 32                   | 常葉菊川（静岡）                                   | 6 - 5                                              | 大垣日大（岐阜）                                   | 優勝投手は田中健二朗 |
| 80                   | 2008年4月4日         | 36                   | 沖縄尚学（沖縄）                                   | 9 - 0                                              | 聖望学園（埼玉）                                   | 優勝投手は東浜巨 |
| 81                   | 2009年4月2日         | 32                   | 清峰（長崎）                                       | 1 - 0                                              | 花巻東（岩手）                                     | 希望枠廃止、21世紀枠3校に 長崎勢初優勝 公立校が14年ぶりの優勝 優勝投手は今村猛、準優勝投手は菊池雄星                             |
| 82                   | 2010年4月3日         | 32                   | 興南（沖縄）                                       | 10 - 5                                             | 日大三（東京）                                     | 延長12回 優勝投手は島袋洋奨、準優勝投手は山﨑福也                                                                                |
| 83                   | 2011年4月3日         | 32                   | 東海大相模（神奈川）                               | 6 - 1                                              | 九州国際大付（福岡）                               | 東日本大震災により各々自粛 東海大相模、大会記録の74安打・113塁打 準優勝投手は三好匠                                              |
| 84                   | 2012年4月4日         | 32                   | 大阪桐蔭（大阪）                                   | 7 - 3                                              | 光星学院（青森）                                   | 26年ぶりに決勝戦が順延 優勝投手は藤浪晋太郎                                                                                      |
| 85                   | 2013年4月3日         | 36                   | 浦和学院（埼玉）                                   | 17 - 1                                             | 済美（愛媛）                                       | 21世紀枠4校、東北絆枠設定 優勝投手は小島和哉、準優勝投手は安樂智大                                                               |
| 86                   | 2014年4月2日         | 32                   | 龍谷大平安（京都）                                 | 6 - 2                                              | 履正社（大阪）                                     | 龍谷大平安、38回目の出場で初優勝 35年ぶり近畿勢対決 史上初の京阪対決 優勝投手は高橋奎二                                          |
| 87                   | 2015年4月1日         | 32                   | 敦賀気比（福井）                                   | 3 - 1                                              | 東海大四（北海道）                                 | 北陸勢初優勝 優勝投手は平沼翔太                                                                                                  |
| 88                   | 2016年3月31日        | 32                   | 智弁学園（奈良）                                   | 2x - 1                                             | 高松商（香川）                                     | 延長11回 25年ぶりのサヨナラ優勝 優勝投手は村上頌樹                                                                               |
| 89                   | 2017年4月1日         | 32                   | 大阪桐蔭（大阪）                                   | 8 - 3                                              | 履正社（大阪）                                     | 大阪勢同士の決勝 決勝戦で史上2度目の先頭打者本塁打 優勝投手は根尾昂                                                              |
| 90                   | 2018年4月4日         | 36                   | 大阪桐蔭（大阪）                                   | 5 - 2                                              | 智弁和歌山（和歌山）                               | 36年ぶり3校目の春2連覇 優勝投手は根尾昂（2年連続）                                                                               |
| 91                   | 2019年4月3日         | 32                   | 東邦（愛知）                                       | 6 - 0                                              | 習志野（千葉）                                     | 東邦、大会史上最多となる5度目の優勝、平成最初と最後の甲子園優勝達成 優勝投手は石川昂弥                                           |
| 92                   | 2020年               | 32                   | 新型コロナウイルス感染症の流行の影響により開催中止 | 新型コロナウイルス感染症の流行の影響により開催中止 | 新型コロナウイルス感染症の流行の影響により開催中止 | 新型コロナウイルス感染症の流行の影響により開催中止                                                                               |
| 93                   | 2021年4月1日         | 32                   | 東海大相模（神奈川）                               | 3x - 2                                             | 明豊（大分）                                       | 5年ぶりのサヨナラ優勝 優勝投手は石田隼都、準優勝投手は京本眞                                                                     |
| 94                   | 2022年3月31日        | 32                   | 大阪桐蔭（大阪）                                   | 18 - 1                                             | 近江（滋賀）                                       | 大阪桐蔭、大会記録の11本塁打 近江、代替校初、且つ滋賀勢初の決勝進出 優勝投手は前田悠伍、準優勝投手は山田陽翔                     |
| 95                   | 2023年4月1日         | 36                   | 山梨学院（山梨）                                   | 7 - 3                                              | 報徳学園（兵庫）                                   | 山梨勢、春夏通じて初の決勝進出、且つ初優勝 6勝しての優勝は大会初 準優勝投手は今朝丸裕喜                                          |
| 96                   | 2024年3月31日        | 32                   | 健大高崎（群馬）                                   | 3 - 2                                              | 報徳学園（兵庫）                                   | 群馬勢初優勝 健大高崎、本塁打0本で優勝（23年ぶり） 報徳学園、2年連続決勝進出 準優勝投手は今朝丸裕喜（2年連続）                   |
| 97                   | 2025年3月30日        | 32                   | 横浜（神奈川）                                     | 11 - 4                                             | 智弁和歌山（和歌山）                               | 横浜、昭和・平成・令和の三元号で優勝                                                                                             |

### 都道府県別優勝回数一覧
以下の一覧表は、バーチャル高校野球「ランキング」（朝日新聞×ABCテレビ）の都道府県別より作成。なお、優勝校の校名は現校名を表示。旧制中学時代及び旧校名で優勝した校名については前節の表を参照。
| 地区   | 都道府県 | 優勝回数 | 優勝校名〔（）内は優勝回数〕                                       | 備考                                       |
| ------ | -------- | -------- | ------------------------------------------------------------------ | ------------------------------------------ |
| 北海道 | 北海道   | 0        |                                                                    |                                            |
| 東北   | 青森     | 0        |                                                                    |                                            |
| 東北   | 岩手     | 0        |                                                                    |                                            |
| 東北   | 秋田     | 0        |                                                                    |                                            |
| 東北   | 山形     | 0        |                                                                    |                                            |
| 東北   | 宮城     | 0        |                                                                    |                                            |
| 東北   | 福島     | 0        |                                                                    |                                            |
| 関東   | 茨城     | 1        | 常総学院(1)                                                        |                                            |
| 関東   | 栃木     | 1        | 作新学院(1)                                                        |                                            |
| 関東   | 群馬     | 1        | 健大高崎(1)                                                        |                                            |
| 関東   | 埼玉     | 2        | 大宮工(1)、浦和学院(1)                                             |                                            |
| 関東   | 山梨     | 1        | 山梨学院(1)                                                        |                                            |
| 関東   | 千葉     | 0        |                                                                    |                                            |
| 関東   | 神奈川   | 8        | 横浜(4)、東海大相模(3)、法政二(1)                                  |                                            |
| 東京   | 東京     | 5        | 早稲田実(1)、日大三(1)、日大桜丘(1)、岩倉(1)、帝京(1)              |                                            |
| 北信越 | 長野     | 1        | 飯田OIDE長姫(1)                                                    |                                            |
| 北信越 | 新潟     | 0        |                                                                    |                                            |
| 北信越 | 富山     | 0        |                                                                    |                                            |
| 北信越 | 石川     | 0        |                                                                    |                                            |
| 北信越 | 福井     | 1        | 敦賀気比(1)                                                        |                                            |
| 東海   | 静岡     | 4        | 韮山(1)、静岡商(1)、浜松商(1)、常葉大菊川(1)                       |                                            |
| 東海   | 愛知     | 11       | 東邦(5)、中京大中京(4)、愛知商(1)、愛工大名電(1)                   | 愛知商の優勝は旧制中学時代のみ             |
| 東海   | 岐阜     | 3        | 県岐阜商(3)                                                        | 県岐阜商の優勝は旧制中学時代のみ           |
| 東海   | 三重     | 1        | 三重(1)                                                            |                                            |
| 近畿   | 滋賀     | 0        |                                                                    |                                            |
| 近畿   | 京都     | 2        | 西京(1)、龍谷大平安(1)                                             |                                            |
| 近畿   | 奈良     | 2        | 天理(1)、智弁学園(1)                                               |                                            |
| 近畿   | 和歌山   | 5        | 箕島(3)、桐蔭(1)、智弁和歌山(1)                                    | 桐蔭の優勝は旧制中学時代のみ               |
| 近畿   | 大阪     | 12       | 大阪桐蔭(4)、PL学園(3)、大体大浪商(2)、北野(1)、近大付(1)、上宮(1) |                                            |
| 近畿   | 兵庫     | 6        | 神港橘(2)、報徳学園(2)、関西学院(1)、洲本(1)                       | 神港橘及び関西学院の優勝は旧制中学時代のみ |
| 中国   | 岡山     | 1        | 岡山東商(1)                                                        |                                            |
| 中国   | 鳥取     | 0        |                                                                    |                                            |
| 中国   | 広島     | 5        | 広陵(3)、広島商(1)、崇徳(1)                                        | 広島商の優勝は旧制中学時代のみ             |
| 中国   | 島根     | 0        |                                                                    |                                            |
| 中国   | 山口     | 1        | 下関商(1)                                                          |                                            |
| 四国   | 香川     | 3        | 高松商(2)、観音寺総合(1)                                           |                                            |
| 四国   | 愛媛     | 4        | 松山商(2)、宇和島東(1)、済美(1)                                    | 松山商の優勝は旧制中学時代のみ             |
| 四国   | 徳島     | 5        | 池田(2)、徳島商(1)、鳴門(1)、海部(1)                               | 徳島商の優勝は旧制中学時代のみ             |
| 四国   | 高知     | 3        | 高知(1)、高知商(1)、伊野商(1)                                      |                                            |
| 九州   | 福岡     | 0        |                                                                    |                                            |
| 九州   | 佐賀     | 0        |                                                                    |                                            |
| 九州   | 長崎     | 1        | 清峰(1)                                                            |                                            |
| 九州   | 熊本     | 1        | 済々黌(1)                                                          |                                            |
| 九州   | 大分     | 1        | 津久見(1)                                                          |                                            |
| 九州   | 宮崎     | 0        |                                                                    |                                            |
| 九州   | 鹿児島   | 1        | 鹿児島実(1)                                                        |                                            |
| 九州   | 沖縄     | 3        | 沖縄尚学(2)、興南(1)                                               |                                            |